# Công nghệ thi công lắp ghép
Công nghệ thi công lắp ghép là công nghệ lắp giáp tại hiện trường các cấu kiện đã được chế tạo sẵn ở nhà máy thành các kết cấu chịu lực của một công trình, sau khi đã được vận chuyển đến công trường, bằng các nối nối thi công tại công trường. Các cấu kiện bằng kim loại thì thường được giáp mối bằng mối liên kết hàn hay liên kết cơ khí khác. Các cấu kiện bằng bê tông hoặc bê tông cốt thép đúc sẵn thì liên kết bằng mối liên kết bê tông hay bê tông cốt thép có chất lượng tương đương với việc thi công bê tông toàn khối.
Các cấu kiện đúc sẵn có thể là dầm, cột, cầu thang, bản sàn (pa nen sàn), tấm tường (pa nen tường), dàn vì kèo, móng cốc, đoạn đường ống (tunnel), đốt cọc,... 
Đối với công nghệ lắp ghép cấu kiện bê tông, thay vì đổ bêtông toàn khối, người ta dùng công nghệ lắp ghép trong xây dựng vì một số ưu điểm sau:

## Sàn GCF (Sàn bê tông siêu nhẹ) được cấu tạo từ các dầm bê tông cốt thép toàn khối chạy song song.
SÀN BÊ TÔNG SIÊU NHẸ Dầm được cấu tạo từ cốt thép dương hình chữ U có cánh rộng hai bên, cốt thép âm là thép tròn dân dụng.
  Giữa các dầm bố trí các tấm bê tông có lỗ rỗng làm các sàn vượt nhịp nhỏ tương tự sàn PPB.
  Sàn rỗng được đổ bê tông toàn khối với lưới thép và dầm của sàn cùng một lúc.

### Ưu điểm:
? SÀN BÊ TÔNG SIÊU NHẸ Chiều dày của loại Sàn bê tông siêu nhẹ này là lên đến 140 mm và có lỗ rỗng định hình giúp chống rung, cách âm, cách nhiệt.
? Sàn nhà có độ cứng lớn vì dày hơn, được cấu tạo bằng bê tông mác 200 trở lên theo yêu cầu của khách hàng.
? Tốc độ thi công nhanh do không cần dùng cốp pha. Rút ngắn tối đa thời gian thi công.
? Do biện pháp không sử dụng cốp pha trong quá trình thi công nên cốt thép dương phải bố trí thừa khả năng chịu lực lên tới 1400 kg/m2. Nhờ đó mà kết cấu công trình được vững chắc và bền hơn rất nhiều.
? Trọng lượng siêu nhẹ so với sàn bê tông thông thường. Giảm tải trọng xuống dầm, cột và móng, giúp giảm chi phí.
? So với các sàn nhẹ khác thì sàn GCF có độ cứng hơn hẳn vì nó là bê tông mác cao. Sàn sử dụng bê tông bọt thì có mác thấp hơn nhiều.
? Giá thành rẻ hơn vật liệu truyền thống

### Ứng dụng:
+ Xây nhà công nghệ mới với khả năng chịu lực tốt, độ bền cao và thi công nhanh.
+ Cải tạo nhà có nền móng yếu.
+ Cơi nới thêm tầng.